# 반포자이
반포자이(영어: Banpo Xi)는 대한민국 서울특별시 서초구 반포동에 위치한 고급 대단지 아파트이다. 총 29층의 44개 동으로 이루어진 3410세대로 구성되어 있다. 2006년 6월에 착공하여 2008년 12월에 완공하였다. 놀이터가 있으며 물놀이를 할 수 있다.

## 교통
아파트 북쪽 : ● 서울 지하철 7호선 반포역
아파트 남쪽 : ● 서울 지하철 9호선 사평역
아파트 서쪽 : 서울고속버스터미널, 센트럴시티터미널

## 사건 및 논란

### GS건설 소송 사건
분양수익금 3,600억원을 두고 이후 GS건설 이 패소 하였다.

### 주민회장 갑질 논란
2016년 5월 관리사무소장을 종놈이라고 부르고 폭언을 한 것으로 알려졌다.